# Union nationale des combattants
L'Union nationale des combattants (UNC) est une association française d'anciens combattants, issue de la Première Guerre mondiale. Elle regroupe ceux qui ont porté les armes de la France depuis le premier conflit mondial, des veuves et orphelins de guerre et des membres associés. 

## Historique
L'UNC a été fondée au lendemain de la Première Guerre mondiale, par le Père Daniel Brottier, aumônier militaire qui en a eu l'idée. Georges Clemenceau remet au premier trésorier de l’UNC la somme de 100 000 francs-or, provenant du don d’une mère, dont le fils est tombé au combat. Le père Brottier se voit confier de nouvelles responsabilités par sa congrégation et doit renoncer à  présider  l'UNC mais participe aux conseils d'administration jusqu'au 23 juillet 1923 avant de prendre la direction des Orphelins apprentis d'Auteuil.
En novembre 1918, il demande donc au général Léon Durand qui vient de quitter le service actif d'être le premier président de l'UNC. Ce dernier accepte la présidence en 1918 et propose la devise de l'UNC « Unis comme au front ». Il convoque l'assemblée constituante début 1919 et crée des sections locales dans toute la France y compris l'outre-mer.
L'UNC se fait connaître de la presse en janvier 1919. Les membres de son comité de patronage sont le cardinal Léon Adolphe Amette, le pasteur Couvé, le grand-rabbin Lévi, Maurice Barrès, Louis Barthou, Paul Beauregard, Léon Bourgeois, Charles Chenu, Alexandre Millerand, le général Paul Pau et l'abbé Émile Wetterlé.
Elle est reconnue d'utilité publique le 20 mai 1920. Son but est double : il s'agit d'une part de faire reconnaître le droit à réparation des anciens combattants et plus généralement la reconnaissance de la nation envers ceux-ci et, d'autre part, de faire vivre le devoir de mémoire en participant aux commémorations et en assurant des témoignages, notamment auprès du monde scolaire et universitaire.
C'est quatre mois après la naissance de l'UNC que la loi du 31 mars 1919 proclame dans son préambule : « la République reconnaissante envers ceux qui ont assuré le salut de la patrie proclame et détermine le droit à réparation ». Dans cette ligne, l'UNC s'engage à défendre les intérêts moraux, sociaux et matériels de ses membres et a obtenu depuis sa fondation la création du titre de reconnaissance de la nation, de la retraite mutualiste, de la carte du combattant, la décristallisation de la retraite du combattant et des pensions militaires d'invalidité des anciens combattants de l'armée française ressortissants des pays devenus indépendants. 

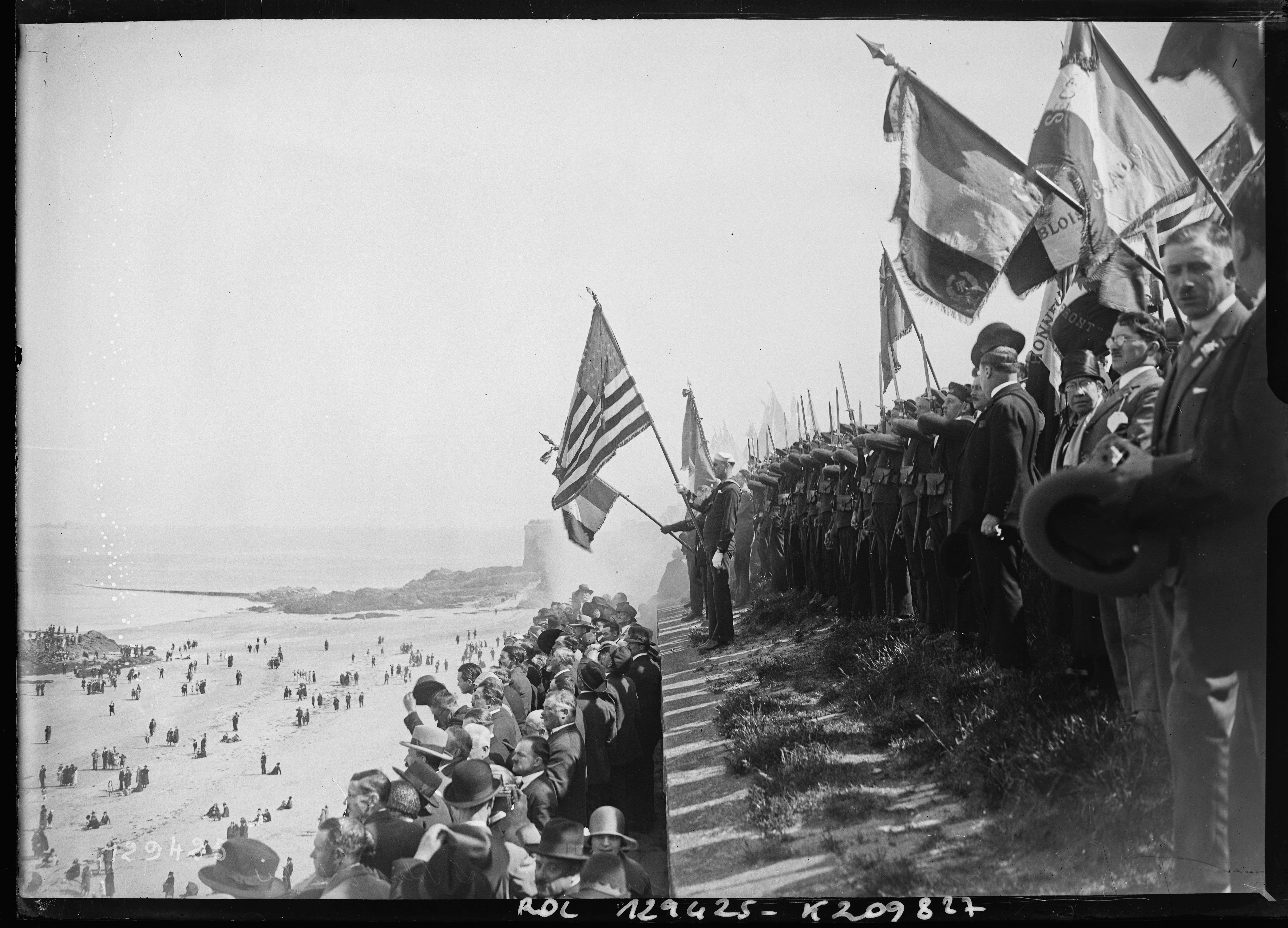
Congrès de l'UNC à Saint-Malo en 1926.

Dans l'entre-deux-guerres, elle est avec l'Union fédérale (UF), l'une des deux grandes associations d'anciens combattants, l'UF se situant au centre-gauche et l'UNC au centre-droit, et à droite pour certains de ses animateurs et membres, notamment ceux de l'UNC de Paris, qui participèrent à la manifestation du 6 février 1934. Ces deux grandes fédérations valorisent l'« esprit combattant », fondé sur un patriotisme pacifiste et sur l'action civique, préférée à l'action politique - la politique étant perçue négativement dès lors où elle est vécue comme le lieu de la désunion et de l'inaction, contrairement au souvenir mythifié du front (d'où le slogan « unis comme au front »).
À partir de novembre 1935, les dirigeants de l'UNC contribuent à la fondation et animent le Comité France-Allemagne. En juillet 1936, Jean Goy et les autres dirigeants lancent le « Rassemblement français », qui vise à regrouper tous les partis et associations anticommunistes. L'initiative végète en 1936-37, et se révèle un échec.

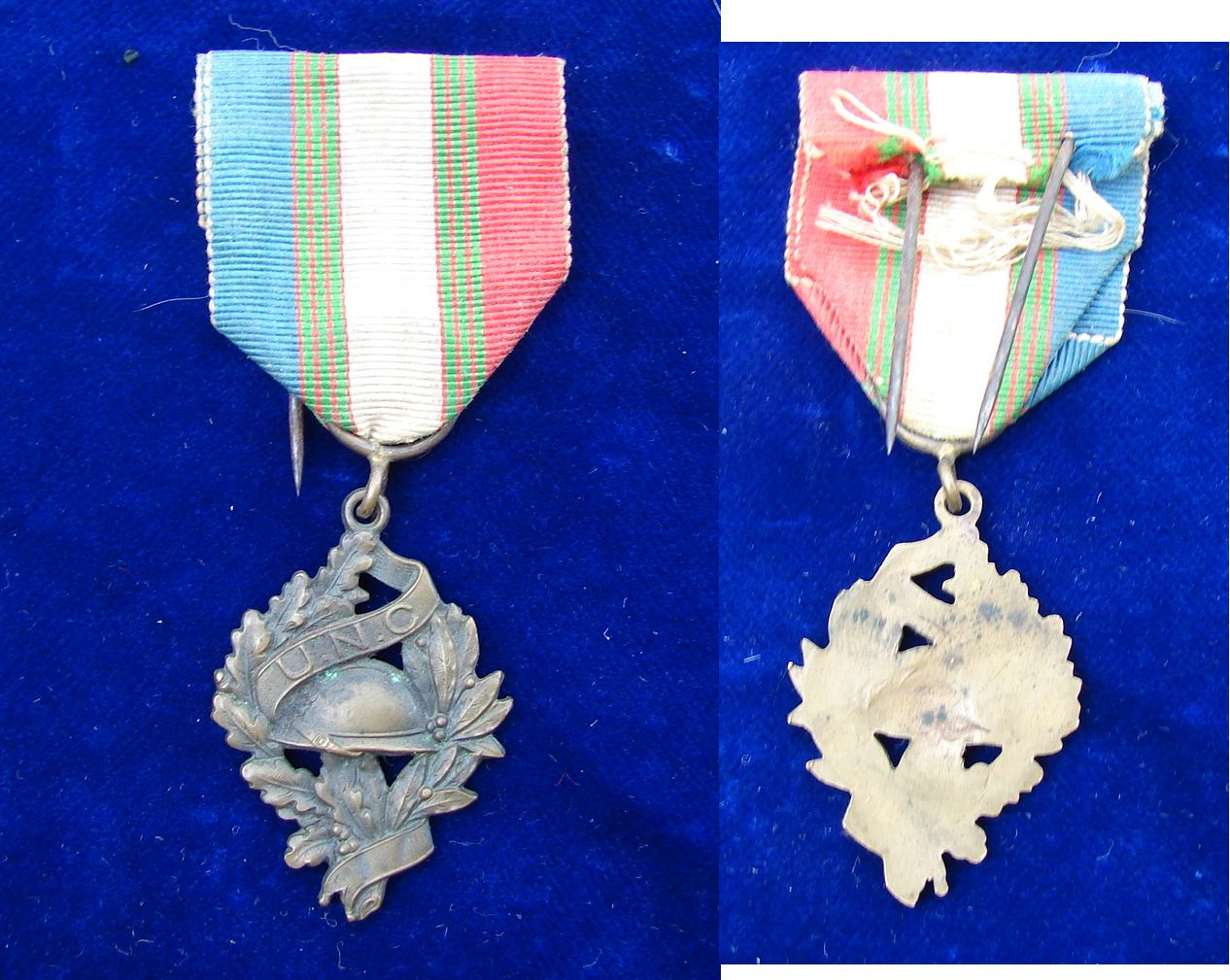
Médailles de l'UNC, après 1918.

Après l'intermède de la Seconde Guerre mondiale, l'UNC renaît et tient une assemblée générale en novembre 1945. Elle commémore son 50e anniversaire en 1969. Elle regroupe alors trois générations du feu : les vétérans de 1914-1918 et ceux de 1939-1945, ainsi que les anciens des théâtres d'opérations extérieures et leurs cadets qui ont assuré le maintien de l'ordre en Afrique du Nord. Après de longues négociations et dans la mesure où les anciens de la guerre d'Algérie deviennent prépondérants, l'assemblée générale extraordinaire du 2 juin 1984 à Vittel décide d’accepter la fusion avec l'Union nationale des combattants d'Afrique du Nord (UNC-AFN) de François Porteu de La Morandière. De ce fait, bien que non engagée politiquement et revendiquant son indépendance partisane, l'UNC est parfois catégorisée à tort comme proche des idées de droite, contrairement à la Fédération nationale des anciens combattants en Algérie, Maroc et Tunisie (FNACA), en signifiant que la commémoration du cessez-le-feu du 19 mars 1962, marquant la fin de la guerre d'Algérie à la suite des accords d'Évian signés le 18 mars 1962, n'avait pas lieu d'être.

## Présidents
- Général Léon Durand, « président-fondateur ». Ce général de division (1904) qui a joué un rôle important lors de la bataille du Grand-Couronné en 1914, âgé (il est né en 1846 et meurt en 1925), est président d'honneur à partir de 1923 à la suite de sa démission pour raisons de santé[11].
- Charles Bertrand, 1923-1925[12]. Député depuis 1919, il a été le secrétaire général de l'UNC de 1919 à 1923 et le président-fondateur de la Fédération interalliée des anciens combattants (FIDAC).
- Humbert Isaac (1878-1975), 1925-1926. Fils de l'homme d'affaires et député Auguste Isaac, il est l'un des dirigeants de la firme familiale Dognin & Cie [13]. Président du groupe du département du Rhône, il est vice-président de l'UNC depuis 1919[14]. Il est ensuite président d'honneur et siège à ce titre au bureau.
- Henry Rossignol (1889-1956) 1926[15]-1934. Licencié en droit, assureur-conseil, secrétaire général du groupe du département de Seine-et-Oise de l'UNC, puis président, vice-président de l'UNC. Mobilisé en août 1914, il est blessé le 29 août 1914 et amputé d'une partie du bras gauche. Titulaire de la médaille militaire (1915) et de la croix de guerre, il est chevalier de la Légion d'honneur au titre du ministère des pensions en 1927, officier en 1932 et commandeur en 1940[16]. Il est désigné président honoraire en 1935. Il démissionne de la présidence car son nom est mêlé à l'affaire Stavisky[17].
- Georges Lebecq (1883-1956), 3 février 1934[18]-1935. Mobilisé comme sergent en 1914, il est fait chevalier de la Légion d'honneur en 1931. Président du groupe de la région parisienne de l'UNC depuis juin 1929, il appelle à manifester lors du 6 février 1934. Il est conseiller municipal de Paris de 1929 à 1935 et vice-président du conseil général de la Seine, conseiller général de Neuilly-sur-Seine (1935-1936), réélu conseiller municipal de Paris en février 1936. Il a été membre du Parti démocrate populaire (PDP)[19].
- Jean Goy, décembre 1935[20]-1940, député de 1924 à 1940, il est secrétaire général du comité France-Allemagne de 1935 à 1939.
- baron Alfred de Pontalba, 1945-1954. Riche propriétaire terrien, il est trésorier général de l'UNC et président départemental du groupe de l'Oise avant la guerre. Il a été candidat aux législatives de 1936, sans succès, comme membre du PDP[21].
- Alexis Thomas, 1954-1962, présidait le groupe mosellan avant 1939 et était vice-président national depuis 1935. Il s'est porté candidat, anticommuniste, aux législatives de 1936 en Moselle, il est brièvement député en 1958.
- comte Horace Savelli, 1962. Président des jeunes de l'UNC de la Loire-Inférieure avant la guerre, compagnon de la Libération, ancien officier de l'état-major du général Leclerc, il est président de l'UNC de Loire-Atlantique. C'est la première fois que l'UNC n'est pas présidée par un ancien combattant de 1914-1918. Il n'a présidé l'UNC que quelques semaines : chef du réseau Ouest de l'Organisation de l'armée secrète OAS-Métro, il est arrêté en mars 1962, jugé et condamné à 13 ans de prison.
- Dominique Audollent (1897-1972), 1962-1969. Fils d'Auguste Audollent, doyen de la faculté des lettres de Clermont-Ferrand, il est titulaire de la croix de guerre 1914-1918. Il a été secrétaire de la conférence des avocats du barreau de Paris en 1925-1926. Avocat à Clermont-Ferrand, il a présidé la section de l'UNC de cette ville dans les années 1930. Prisonnier rapatrié sous l'Occupation, il préside la Légion française des combattants de Clermont-Ferrand[22]. Membre du conseil de justice politique, créé par le gouvernement de Vichy, reconnu coupable d'indignité nationale par la Chambre civique de Riom en 1946, il est aussitôt réhabilité en raison des services rendus à la Résistance[23]. Il est capitaine dans les troupes d'occupation en Allemagne en 1946 et préside la Fédération des indépendants et paysans du Puy-de-Dôme jusqu'en 1966[24]. Il est commandeur de la Légion d'honneur (1966).
- Jacques Grasseau, 1969[25]-1974. Avocat à Poitiers, président du groupe départemental de la Vienne avant la Seconde Guerre mondiale, engagé volontaire des deux guerres mondiales, prisonnier évadé sous l'Occupation, arrêté par la Gestapo en 1942 avec les membres du réseau de résistance Louis Renard, il est officier de la Légion d'honneur. Il a été candidat à une élection législative partielle en 1934[26].
- Jean-Albert Dom, 1974-, ?, combattant et ancien prisonnier de la guerre 1939-1945[27], secrétaire général d'un syndicat patronal, cet ancien membre du Parti social français (PSF) puis du Parti républicain et social de la réconciliation française a rallié le Rassemblement du peuple français du général de Gaulle en 1947[28]. Il meurt en 1988.
- Hugues Dalleau (-2011), attaché commercial.
- général Jean Kervizic : 2011-2013, Saint-Cyr promotion 1956-58. général de brigade (2e section) dans le Génie.
- Lucien-Louis Bayle : 2013-2015. Né en 1938 à Tunis, Lucien-Louis Bayle, sorti officier de l'École militaire de Cherchell, a commandé une harka en Algérie puis des groupes d'autodéfense de 1960 à 1962. Il est promu en 1963 lieutenant de réserve dans l'infanterie. Rendu à la vie civile, il fait une carrière d'administrateur civil au ministère des PTT, tout en obtenant des fonctions électives (adjoint au maire du 20e arrondissement de Paris de 1983 à 1989 ; conseiller de Paris délégué à l'éducation de 1989 à 1995). Il préside l'UNC-Paris de 2010 à 2013.
- Général Pierre Saint-Macary[29], 2015[30]-2019. Saint-Cyr promotion 1967-69. Général de brigade (2e section) dans le Génie.
- Général Hervé Longuet, 2019 -[31]. Né en 1948. Général de corps d'armée aérienne (2e section).

## Devise
Sa devise à ses débuts est une phrase du général Léon Durand ou du père Brottier : « Unis comme au Front »,. La devise des 39/45 a évolué vers « Unis comme nos pères ».
Sur des drapeaux faisant référence à la guerre d'Algérie, au service militaire en Tunisie ou au Maroc, on peut parfois lire « Unis comme dans le bled ».

## Journal
Son journal est La Voix du Combattant, dont le premier numéro est paru le 13 juillet 1919.

## Siège
Son siège est 18, rue de Vézelay à Paris (8e).